# Paul Nardi
Paul Nardi (Vesoul, 18 maggio 1994) è un calciatore francese, portiere del QPR.

## Carriera

### Club
Dopo aver militato per anni nelle file del Nancy, nel 2014 viene acquistato dal Monaco, che lo lascia in prestito un'ulteriore stagione in Ligue 2. Rientrato al club monegasco nella stagione 2015-2016, diventa il secondo portiere alle spalle di Danijel Subašić.
Il 21 giugno 2016 passa in prestito al Rennes. Il 2 gennaio passa, con la medesima formula, al Cercle Brugge.
Il 23 luglio 2019 viene acquistato a titolo definitivo dal Lorient per 1,5 milioni di euro. Il giocatore firma un contratto quadriennale, valido fino al 30 giugno 2023.

### Nazionale
Ha rappresentato la Francia a tutti i livelli giovanili a partire dall'Under-17 fino all'Under-21.

## Statistiche

### Presenze e reti nei club
Statistiche aggiornate all'8 marzo 2025.
| Stagione             | Squadra              | Campionato           | Campionato | Campionato | Coppe nazionali | Coppe nazionali | Coppe nazionali | Coppe continentali | Coppe continentali | Coppe continentali | Altre coppe | Altre coppe | Altre coppe | Totale | Totale | Totale |
| Stagione             | Squadra              | Comp                 | Pres       | Reti       | Comp            | Pres            | Reti            | Comp               | Pres               | Reti               | Comp        | Pres        | Reti        | Pres   | Reti   |        |
| -------------------- | -------------------- | -------------------- | ---------- | ---------- | --------------- | --------------- | --------------- | ------------------ | ------------------ | ------------------ | ----------- | ----------- | ----------- | ------ | ------ | ------ |
| 2011-2012            | Nancy                | L1                   | 0          | 0          | CF+CdL          | -               | -               | -                  | -                  | -                  | -           | -           | -           | 0      | 0      |        |
| 2012-2013            | Nancy                | L1                   | 0          | 0          | CF+CdL          | -               | -               | -                  | -                  | -                  | -           | -           | -           | 0      | 0      |        |
| 2013-2014            | Nancy                | L2                   | 33         | -31        | CF+CdL          | 2+2             | -1 + -2         | -                  | -                  | -                  | -           | -           | -           | 37     | -34    |        |
| 2014-2015            | Nancy                | L2                   | 29         | -30        | CF+CdL          | 0               | 0               | -                  | -                  | -                  | -           | -           | -           | 29     | -30    |        |
| Totale Nancy         | Totale Nancy         | Totale Nancy         | 62         | -61        |                 | 4               | -3              |                    | -                  | -                  |             | -           | -           | 66     | -64    |        |
| 2015-2016            | Monaco               | L1                   | 2          | 0          | CF+CdL          | 3+1             | -5 + -3         | UCL+UEL            | 0                  | 0                  | -           | -           | -           | 6      | -8     |        |
| 2016-gen. 2017       | Rennes               | L1                   | 0          | 0          | CF+CdL          | 0+1             | -7              | -                  | -                  | -                  | -           | -           | -           | 1      | -7     |        |
| gen.-giu. 2017       | Cercle Bruges        | D2                   | 13         | -14        | CB              | -               | -               | -                  | -                  | -                  | -           | -           | -           | 13     | -14    |        |
| 2017-2018            | Cercle Bruges        | D2                   | 29         | -35        | CB              | 1               | -1              | -                  | -                  | -                  | -           | -           | -           | 30     | -36    |        |
| 2018-2019            | Cercle Bruges        | D1                   | 30+8       | -59 + -24  | CB              | 0               | 0               | -                  | -                  | -                  | -           | -           | -           | 38     | -83    |        |
| Totale Cercle Bruges | Totale Cercle Bruges | Totale Cercle Bruges | 72+8       | -108 + -24 |                 | 1               | -1              |                    | -                  | -                  |             | -           | -           | 81     | -133   |        |
| 2019-2020            | Lorient              | L2                   | 28         | -25        | CF+CdL          | 3+0             | -2              | -                  | -                  | -                  | -           | -           | -           | 31     | -27    |        |
| 2020-2021            | Lorient              | L1                   | 23         | -43        | CF              | 1               | -1              | -                  | -                  | -                  | -           | -           | -           | 24     | -44    |        |
| 2021-2022            | Lorient              | L1                   | 22         | -38        | CF              | 0               | 0               | -                  | -                  | -                  | -           | -           | -           | 22     | -38    |        |
| Totale Lorient       | Totale Lorient       | Totale Lorient       | 73         | -106       |                 | 4               | -3              |                    | -                  | -                  |             | -           | -           | 77     | -109   |        |
| 2022-2023            | Gent                 | D1                   | 30         | -30        | CB              | 2               | -4              | UECL               | 5                  | -2                 | -           | -           | -           | 37     | -36    |        |
| 2023-2024            | Gent                 | D1                   | 11         | -12        | CB              | 0               | 0               | UECL               | 3                  | -4                 | -           | -           | -           | 14     | -16    |        |
| Totale Gent          | Totale Gent          | Totale Gent          | 41         | -42        |                 | 2               | -4              |                    | 8                  | -6                 |             | -           | -           | 51     | -52    |        |
| 2024-2025            | QPR                  | FLC                  | 36         | -46        | FACup+CdL       | 0               | 0               | -                  | -                  | -                  | -           | -           | -           | 36     | -46    |        |
| Totale carriera      | Totale carriera      | Totale carriera      | 294        | -387       |                 | 16              | -26             |                    | 8                  | -6                 |             | -           | -           | 318    | -419   |        |

## Palmarès

### Club

#### Competizioni nazionali
- Division 1B: 1

Cercle Bruges: 2017-2018
- Campionato francese di seconda divisione: 1

Lorient: 2019-2020